# 全民執政黨
全民執政黨（英語：All People Party），為中華民國第327個政黨，成立於2017年8月18日。
首任黨主席由彰化縣军公教联盟党的召集人吳萬固擔任，後由郭瑞豐接任末任黨主席，2020年4月13日，召開第2屆第1次黨員大會決議宣布解散。

## 沿革
- 2017年8月18日，當天上午在彰化縣和美鎮新黑貓餐廳，舉行全民執政黨創黨成立大會暨第一屆第一次黨員大會，該大會選出吳萬固，擔任該黨首任黨主席，創黨黨員共60人，目標以服務為目的，希望達成全民均富的目標。[1][2]

## 解散
- 2020年4月13日，召開第2屆第1次黨員大會，依〈政黨法〉第29條，決議宣布解散，並進行財產清算。
- 2020年5月7日，內政部發文(台內民字第10900250321號函予以備案)核准解散。[3]

## 组织

### 黨主席
| 任次 | 姓名   | 接任          | 卸任          | 備註 |
| ---- | ------ | ------------- | ------------- | ---- |
| 1    | 吳萬固 | 2017年8月18日 | 2020年4月13日 | 首任 |
| 2    | 郭瑞豐 | 2020年4月13日 | 2020年4月29日 | 末任 |

## 黨旗
- 該黨黨旗顏色為藍色、紅色、草綠色等三色橫條顏色，紅色橫條中間放置三個黃色圓形。

## 主張立場
- 反年金改革、全民均富、為軍公教、勞工爭取權益。

## 政策
政見主張：
- 取消不分區立委，回歸大選區，取消政黨及候選人補助款，出席投票者政府發新台幣1000元消費券。
- 提高生育補助費，每胎補助10萬元，0-3歲每月補助5000元。
- 減少金錢外交、國防黑洞支出、不當建設、錯誤政策及貪污，加重貪污刑責，不明財產充公。
- 落實考試文官制度，裁撤黑機關，減少政務官任用。
- 政府退出各項基金操作，委託專業經理人，提升績效到6.63勞工退休金變2倍 軍公教不用砍。
- 薪資與外勞脫鉤，提高本勞薪資，恢復7天國定假日。
- 總統、副總統、政務官及民意代表薪水減半，總統人民可直接罷免。

## 歷年選舉
- 該黨成立後，未參加任何選舉。

## 爭議
- 2017年8月19日，2017台北世大運正式開幕，當天下午2點，全民執政黨率領帶著13輛遊覽車，大約5百多人抗議群眾，到林口選手村外面「路過」，該黨抗議群眾們從新北市(原台北縣)林口文化二路與仁愛路口繞行，全程大約1公里長，隊伍不斷發出「中華隊加油」口號，有部分群眾手持著用英文寫的「Step Down，Tsai Ing-Wen」(蔡英文，下台。)標語，但過程理性和平，隨後上遊覽車離去，全程新莊分局長張國雄也在現場坐鎮指揮。[4]

## 外部連結
- 全民執政黨app的Facebook專頁[]